# Aijen
Aijen est un village situé dans la commune néerlandaise de Bergen, dans la province du Limbourg. Le 1er janvier 2007, le village d'Aijen comptait 370 habitants.